# Трушов, Виктор Михайлович
Виктор Михайлович Трушов (род. 4 мая 1984) — российский самбист, чемпион Южного федерального округа 2007 года, бронзовый призёр чемпионата России по боевому самбо 2008 года, серебряный призёр розыгрыша Кубка России 2014 года, мастер спорта России. Участвовал в чемпионате России 2011 года, где разделил 7-8 место. Тренировался под руководством И. Г. Циклаури, П. Гасиева и Н. Кадиева. Выступал в полутяжёлой (до 100 кг) и тяжёлой (свыше 100 кг) весовых категориях.

## Спортивные результаты
- Чемпионат Южного федерального округа по боевому самбо 2007 года — [3];
- Чемпионат России по боевому самбо 2008 года — ;
- Чемпионат России по боевому самбо 2011 года — 7-8 место;
- Кубок России по боевому самбо 2014 года — [4];